# Perszepoliszi parti

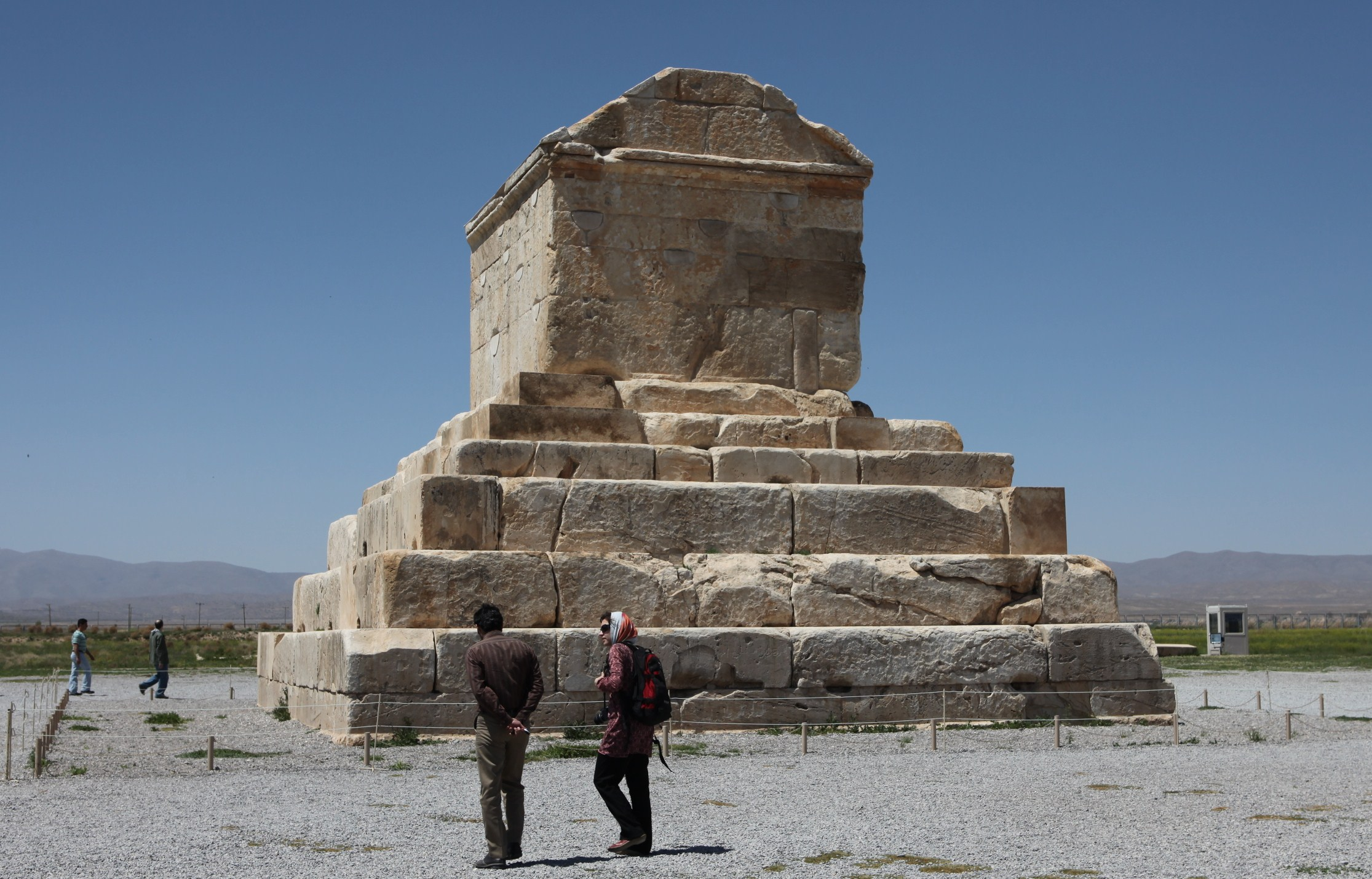
Nagy Kürosz sírja Paszargadaiban – a parti egyik fő színhelye

A perszepoliszi parti hivatalosan az Iráni Birodalmi Állam alapításának 2500. évfordulója vagy a Perzsa Birodalom 2500 éves ünnepe nevet viselte. Újperzsa nyelven is دوهزار و پانصدمین سال بنیانگذاری شاهنشاهی ایران (a Perzsa Birodalom megalapításának 2500. évfordulója) a hivatalos elnevezése. A rendezvény 1971. október 12. és október 16. között került megtartásra és Irán egykori uralkodója Mohammad Reza Pahlavi iráni sah rendezte az Óperzsa Birodalom fővárosának, Perszepolisznak a történelmi romjainál.
A presztízscélzatú ünnepély célja elsődlegesen Irán és Mohammad Reza Pahlavi nagyságának kifejezése, valamint jószínben való feltüntetése volt a világ előtt. A rendezvényen rengeteg külföldi monarcha illetve állam- és kormányfők tették tiszteletüket (így még Magyarországról is). Elszállásolásukról a romváros mellett kialakított káprázatos, mindenféle luxusigényt kielégítő, professzionális kivitelezésű sátorvárosban került sor.
A pontos költségeket illetően nincsenek egyértelmű adatok. Egyes források szerint csak maga a Perszepolisz romjainál tartott parádé 100 millió amerikai dollárba került (mai összegben mérve ez 640 millió dollár lenne), de minthogy abban az évben az ország más területén is zajlottak a Perzsa Birodalom alapítását ünneplő rendezvények, építkezések és pazar kivilágítások, így valószínű, hogy ezek együttes összköltsége lehetett 100 millió dollár. Ennek az ünnepségnek a keretében építették fel az eredetileg Sahjad-nak nevezett (magyarul A sah emléktornya), később Azadi toronnyá (A szabadság tornya) átkeresztelt épületet is. A perszepoliszi partira más vélemények szerint 22 millió dollár ment el.
A sah jelentéktelennek tartotta a költségek mértékét és nem vett tudomást az ország bajairól. Nemes egyszerűséggel a következőket mondta az újságíróknak:
A perzsák az uralkodójukat apjuknak tekintik. Ami az övék, az apjuké. És amit apjuk elkölt, azt ők költötték el. Semmi mást nem tettem, mint megünnepeltem egy családi születésnapot. A családfő pedig én vagyok…
Iránban és az azon kívül élő irániak körében a pazarlás mértéke szörnyű dühöt generált a sah ellen, akinek rendszerével szemben már régóta fennállt az elégedetlenség a rossz reformok, a korrupció, a hatalmi túlkapások (különösen a SZÁVÁK terrorja) és a túlzásba vitt modernizáció, valamint nyugatosodás miatt. Bár a külföld csodálatát kivívta az esemény, de a külső szemlélők is elmarasztalták a sahot, hogy miközben óriási összegeket költ magára és ilyen rendezvényekre is (nem is beszélve a hadseregről és a korrupt államgépezetről), addig az országban jelentős részén (különösen a vidéki területeken) nyomor, munkanélküliség, ivóvízhiány és egészségügyi problémák tapasztalhatók.
Dekadenciáját tekintve viszont a sah partiját messze meghaladta Jean-Bédel Bokassa császári koronázási ceremóniája (1977), aki Bonaparte Napóleont imitálva a Közép-Afrikai Köztársaságot átnevezte Közép-afrikai Császársággá, de ambícióit tekintve Pahlavi is hatott rá. Bokassa józan ésszel fel nem fogható nagyzolása koldusszegény, nyomorgó országának 20 vagy akár 30 millió dollárba kerülhetett. Bokassa ugyanabban az évben bukott meg, mint az iráni sah.

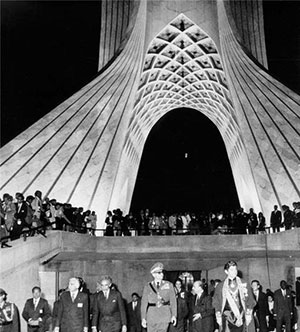
A Sahjad-torony felavatása 1971 októberében

Számos történész is a mai napig hangot ad annak, hogy a rendezvény történelmi hiteltelenségekre épít, így II. Kurus perzsa király állítólagos „emberjogi” chartájára, amelyet az első ilyennek tartottak (vagy inkább igyekeztek reklámozni). Ezzel, a Perzsa Birodalom folytonossága mellett hitet tevő Mohammad Reza Pahlavi is mint az emberi jogok „tisztelőjeként és védelmezőjeként” akart a világ előtt tetszelegni, miközben a belső ellenzéket elnyomta, tagjait börtönbe vetette, megkínoztatta és kivégeztette. A SZÁVÁK ráadásul még külföldön is kutatott az ellenzékiek és ellenállók után, többüket meg is ölették.
A másik, rendkívül káros jellege a partinak, hogy a sátorvárost régészetileg még feltáratlan részen építették fel, így feltúrták egykori vízvezetékek és kertek helyét, ezzel ókori emlékekben okozhattak pótolhatatlan és helyrehozhatatlan károkat.
A parti hatása mind a belföldön, mind a külföldön működő iráni ellenzék részéről érezhető volt. A különböző irányultságú (kommunista-marxista, iszlamista, nyugati mintájú fejlődéspárti) ellenzéki csoportok mindjobban kezdtek egységbe terelődni, s egyre nőtt a tekintélye az extravagáns, néhol rosszízlésű parti pénzfecsérlését legerősebben támadó Homeini ajatollahnak. A sah rendszere már 1973-ban válságba jutott az első olajrobbanás következtében, de az uralkodó továbbra sem az egyre égetőbb gazdasági és szociális problémákra fordított csillagászati méretű összegeket, hanem a hadsereg modernizálására.
Miközben az iszlám forradalom bombája ketyegett a sah csak látszatra tett intézkedéseket, de a kedélyek nem csillapodtak. Némelyik engedmény (mint a cenzúra eltörlése vagy a SZÁVÁK feloszlatása) épp az ellenzéki erők malmára hajtotta a vizet. Homeini olyan ügyesen lavírozott e kényes vonalakon, hogy lényegét tekintve a nemzetközi közvéleménnyel, illetve a többi, abszolút más ideológiájú iráni politikai csoportokkal is el tudta hitetni, miszerint mérsékelt politikus és egy valóban demokratikus Irán létrehozásában érdekelt.
A monarchista irániak egy része a mai napig pozitívan viszonyul a perszepoliszi partihoz. A sah egykori miniszterei, akik részt vettek annak idején a háromnapos ünnepségen, elmondták, hogy felemelő érzés volt látni a hatalmas, lenyűgöző és a legapróbb részletekig pontosan megtervezett ünnepélyt, ami szerintük joggal töltött el minden nemzeti érzelmű iránit büszkeséggel.

## Előzmények

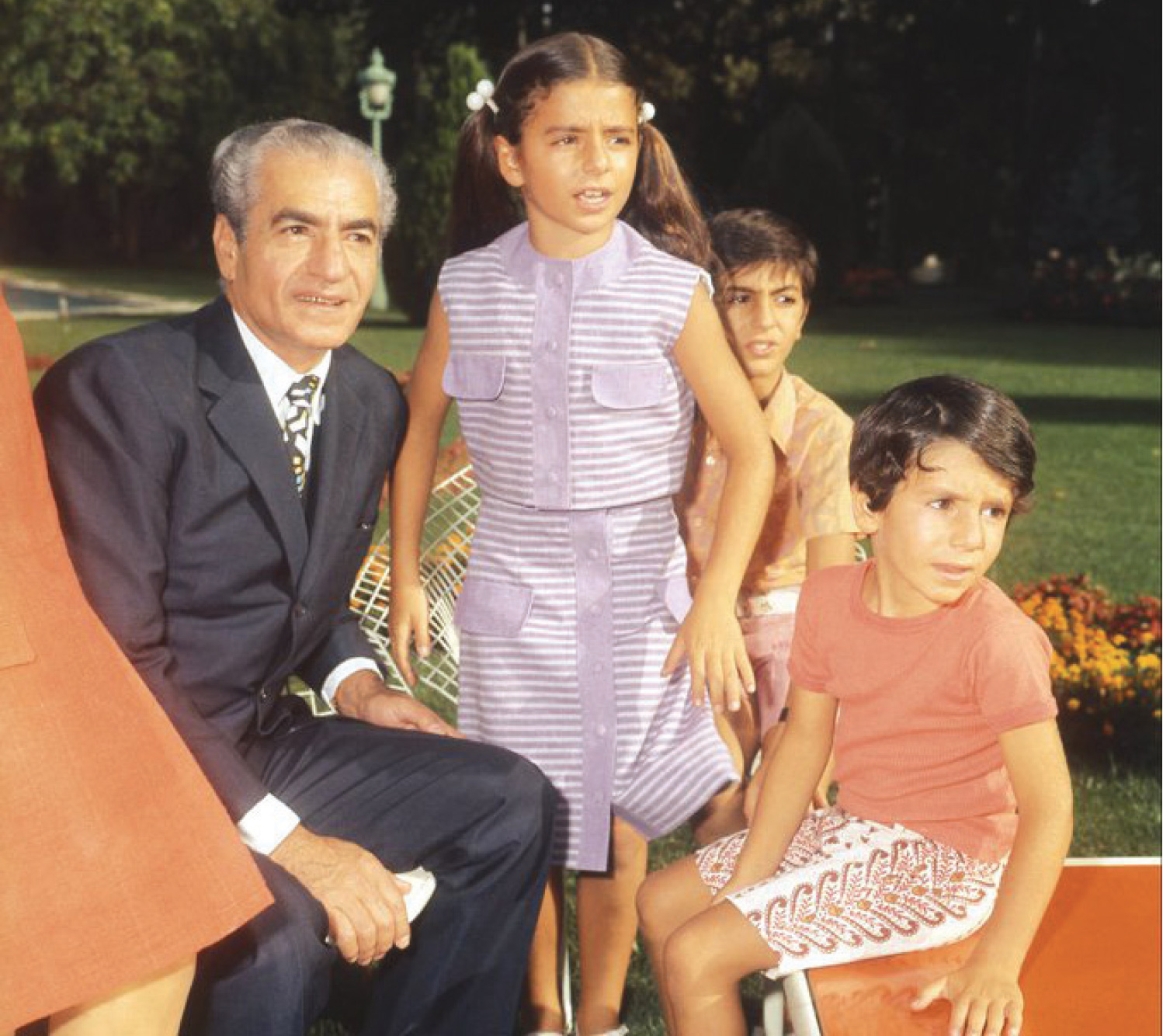
Mohammad Reza Pahlavi sah és gyermekei 1971-ben

Mohammad sah apja Reza Pahlavi 1921-ben került hatalomra Perzsiában és négy évvel később megfosztotta a Kádzsár-dinasztiát trónjától. Pahlavi Kemal Atatürk mintájára köztársaságot akart Perzsiában, de a belső vezetői körök ódzkodtak attól, hogy az atatürki radikális reformokat az ő országuk is átvegye, ezért rávették Pahlavit, hogy sahhá kiálthassák ki. Sokan még így sem szívelték Pahlavit, lévén alacsony sorból származott.
Pahlavi azonnal hozzáfogott országa modernizálásához és a Nyugathoz való felzárkóztatásához a szomszédos Törökország mintájára, de reformjait még Atatürköt is meghaladó keménységgel, gyakran véres kegyetlenséggel vitte véghez, sőt az általa bevezetett alkotmányt is áthágta. Mivel a perzsa elit mellé állt, ezért a korábbi nagybirtokrendszert a sah érintetlenül hagyva igazi társadalmi változások sem következtek be. Az uralkodó nomadizáló etnikai csoportokat is letelepedésre kötelezte, ám minthogy ez igen elégtelen életkörülményekbe vitte bele az embereket, rengeteg atrocitással, lázadással, sőt élelmezési és egészségügyi problémákkal járt.
Már Reza Pahlavi elkezdett érdeklődni az iszlám előtti Perzsia múltja és kultúrája iránt, ezért is nevezte át országát Iránnak. Az ókori minták revideálásra terén azonban éppúgy túlzásokba esett, amely a konzervatívabb beállítottságú síita ország lakosságának módfelett idegenül hatott, nem is beszélve a mohamedán papságról, akik ezt az időszakok a „sötétség korá”-nak tartották. Fokozta utóbbiakkal az ellentéteket, hogy Pahlavi a saríát európai polgári törvényekkel akarta felváltani. Ennek keretében a nők fátyol- és burkaviselését el akarta törölni.
1941-ben a sah hatalmát az Iránba történt angol–szovjet bevonulás döntötte meg és Reza Pahlavi száműzetésben hunyt el. Utódja fia, Mohammad lett, aki a második világháború után súlyos gondokkal nézett szembe: Iránban anarchia tombolt, míg a gazdasági élet java része felett a britek befolyása érvényesült az Angol-iráni olajtársaság révén.
Az ifjú sahnak 1953-ban a CIA segítségével sikerült félreállítani az útból a túlzottan baloldali Mohammad Moszaddeg miniszterelnököt, a Pahlavik esküdt ellenségét. Ettől fogva 1960-ig egy kemény katonai diktatúra volt Iránban, amely főleg a SZÁVÁK-ra, az állami titkosrendőrségre támaszkodott, mely gyakran a Gestapóra emlékeztető módszerekkel számolt le az ellenzékiekkel.
Az amerikai támogatásnak köszönhetően megszűnt a brit konzorcium az iráni olajkitermelésben és a szovjet terjeszkedés kivédésére Irán belépett a bagdadi paktumba.
Mohammad apja útján járva folytatta Iráni nyugati mintára történő felzárkóztatását és bár az 1960-as évektől jelentős enyhülés következett be, de a diktatórikus eszközök továbbra is megmaradtak és nem került sor semmiféle demokratizálódásra. A gazdasági fejlesztések aránytalanul mentek végbe: a városok sokkal jobb és gyorsabb ütemben fejlődtek, míg a vidéki területek továbbra is elmaradottak voltak és lejjebb csúsztak a lejtőn. Bár a sah az 1962-ben indult ún. fehér forradalom keretében földosztást is hirdetett, ám kevés és igencsak rossz minőségű föld került kiosztásra. A földosztás nem érintette a világi nagybirtokosokat, sokkal inkább az egyházat, amely még jobban szembekerült Mohammad Reza Pahlavi rendszerével. Ráadásul az egyháztól kisajátított földek zöme nem is közemberekhez, hanem a sahhoz lojális előkelőkhöz jutott.
Az infrastruktúra fejlesztése túlzottan erőltetett és haszontalan volt. Gyakran olyan területekre nem értek el az adott fejlesztések (pl. a létfontosságú öntözőrendszerek), ahol arra a legnagyobb szükség lett volna, míg máshol a már amúgy fejlett területet túliparosították. Az infláció is ijesztő méreteket öltött.
A rosszul kivitelezett földreform eredménye az addigi falusi társadalom tönkretétele és vidéki lakosok tömegeinek vándorlása a városokba, ahol is nehezen találtak munkát, illetőleg lakhatást. A mezőgazdasági termelés jelentős mértékben esett vissza, s Irán behozatalra szorult. A fehér forradalomnak voltak persze pozitív eredményei is: jelentősen csökkent az analfabétizmus, komolyan javult az egészségügy helyzete és a nők jogai is szélesedtek.
A sah minden tekintetben kivívta a vallásos érzelmű lakosság ellenszenvét. Harmadik felesége, Farah visszaemlékezése szerint családjuk tényleg eltávolodott a vallástól, sőt idővel már nem is imádkoztak rendszeresen. A királyné egy interjúban elmesélte, hogy saját szakácsukat, aki vallásos neveltetésű volt, kissé megbotránkoztatta, amikor bikiniben jelent meg előtte. A mozik, európai típusú éttermek és kávéházak, valamint táncos-zenés szórakozóhelyek nyitása is bőszítette a mohamedán vallási vezetőket: ezekben a helyekben ugyanis az emberi erkölcs megrontását, a bűnös élvhajhászat terjesztését és a muszlimokat megrontó nyugati életmód térnyerését látták. Maga a sah sem volt túlzottan erkölcsös ember: mérhetetlen gazdaságban élt, nagyszámú luxusautót gyűjtött, saját szórakoztatására külön mozit és szórakozóhelyet hozott létre. Egy kis szigeten a maga, az iráni előkelőség és a külföldi vendégek számára „királyi bordély”-t tartott fenn és az államvagyont sajátjaként kezelte. Az állam és a hadsereg vezetői korruptak voltak, akik törekedtek megdézsmálni az állami javakat.
1967-ben Mohammad felvette a császárral egyező sáhánsáh (sahok sahja) címet. Az óperzsa elemek és hagyományok felélesztésének tekintetében még apját is felülmúlta. Tetteivel az Óperzsa Birodalmat felépítő Nagy Kurust (Kürosz) törekedett imitálni, s a birodalom emlékét reprezentációs célokra használta. Új időszámítást és új naptárt vezetett be, az ún. birodalmi naptárt.
Külpolitika tekintetében is naggyá akarta újból tenni országát: a hadsereg fejlesztésére (és atomkísérletekre) dollármilliárdokat áldozott. Ománban katonasága segédkezett a rend helyreállításában 1972-ben. 1974-ben egyezséget kötött Algírban Szaddam Husszeinnal, a szomszédos Irak diktátorával a két ország között húzódó határokról (Szaddam az iszlám forradalom után a szerződést felmondta). Az iráni fegyveres erők létszáma meghaladta rövidesen a 600 ezer főt. Akárcsak az ókori Perzsia, úgy Mohammad sah is létrehozott egy halhatatlan császári gárdát, amely az uralkodó személyes testőrsége volt. A haderőt jó minőségű és drága amerikai, illetve szovjet haditechnikával szerelték fel.
Homeini ajatollah lett ekkoriban a sah legfőbb ellenzéke, aki igen keményen szólalt fel a nyugatosodás, a korrupció és az iszlám hagyományok semmibevétele ellen. Az ajatollahot ezért száműzték is Iránból, ám ő külföldön tovább folytatta ellenzéki tevékenységét. Az iráni ellenzék ezidőtájt igen megosztott volt, hisz különböző ideológiák mentén gondolkodott. Ez a megosztottság eleinte segítette is a sah uralmának fenntartását. Idővel viszont a sah rossz kormányzása maga vezetett el a bukáshoz.

## Előkészületek az ünnepségre
A parti ötlete Michael Stewart brit külügyminiszter 1969-es iráni látogatásakor vetődött fel, aki a perszepoliszi romvárost külön megcsodálta és elmondta iráni kollégájának, hogy az ókori Perzsa Birodalom létét és dicsőségét három nagy embernek köszönheti: Kürosz, az alapító, Xerxész, a megújító és Dáriusz, az őrző. Stewart hozzátette továbbá, hogy úgy véli Pahlavi sahban e három tulajdonság egyesül. Ez felkeltette a sah érdeklődését és elhatározta a nagy ünnepség megtartását. Az 1960-as évek elején már született javaslat Iránon belül állami rendezvények megtartására a romvárosban, de mindez csak terv maradt az évtized végéig.

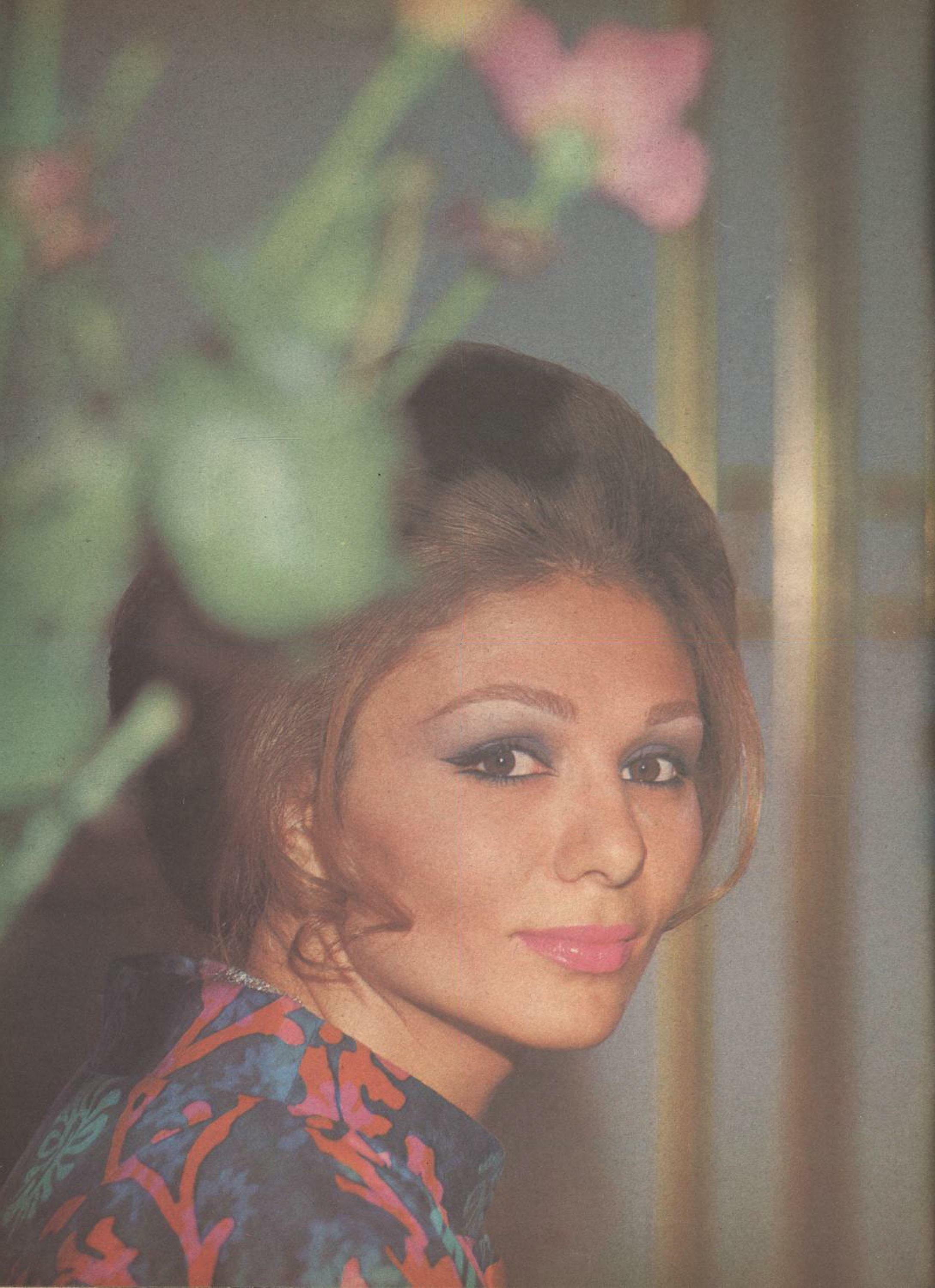
Az iráni uralkodó felesége Farah Diba 1971-ben

A perszepoliszi parti szervezése egy évvel korábban, 1970 októberében elkezdődött. A sah úgy érezte hatalma teljében van és megingathatatlan háttérrel rendelkezik, ezért elhatározta, hogy a monarchia most kitesz magáért. A szervezőbizottság egyik vezetője, Abdolreza Anszari egy későbbi visszaemlékezésében azt mondta, ha tudták volna akkor, hogy milyen következménye lesz ennek, bele se fogtak volna. Az iráni nép először nem vette komolyan a sah szándékát, csak mosolyogtak a tervezett ünnepségen, ám a végeredményt látva általános harag alakult ki országszerte.
A perszepoliszi partiért felelős bizottság, amely közvetlenül Farah sahnénak tartozott jelentéssel, kilenc emberből állt: Asszadollah Alam udvari miniszter, Hormoz Karib protokollfőnök, Mehrdad Pahlbod kulturálisügyi miniszter, Nematolláh Nasziri tábornok, a SZÁVÁK vezetője, Amir Motaki igazságügyi miniszterhelyettes, Dr. Mehdi Busseri, a Maison d'Iran igazgatója, Reza Kotbi az Iráni Nemzeti Rádió és Televízió elnöke, Sojaheddin Saffa kulturális ügyekért felelős miniszterhelyettes és Abdolreza Anszari. A bizottság hetente egyszer ült össze megtanácskozni a részleteket és kéthetente jelentéseket küldött Farahnak a Niavaran palotába.
A szervezőbizottság egyik része Sirázban, a másik Perszepoliszban székelt ottani hotelekben, amiket az idegenforgalmi tanács jelölt ki a számukra. A romváros vidéke szegény, lepusztult környék volt, fejletlen infrastruktúrával (rosszminőségű, kátyús utakkal). A perszepoliszi romváros, amit száraz, kopár sivatag vesz körbe, nehezen megközelíthető volt. A szervezőbizottság rögvest felmérte, hogy súlyos hátrányokkal állnak szemben. A külügyminisztérium a felvázolt nehézségek ellenére tovább sürgette a szervezést, hangsúlyozva a rendezvény „nemzetiszintű” fontosságát, mert szerintük Irán nemzetközi hírneve forog kockán. A partival a sah debütáltatni akarta Iránt, mint egy modern, az ősi perzsa nemzetből gyökerező államot, amit 2000-re a világ 6. legfejlettebb államává szándékozott tenni. Észrevehetők még a sah személyes ambíciói is, hisz mindig is szerette volna felülmúlni apját, mindenben többet és jobbat akart nyújtani. Több korábbi és későbbi megnyilatkozásában is kijelentette, hogy határozottan kíván cselekedni és nem hagy beleszólást senkinek. Úgy érezte történelmi feladatot teljesít. Magabiztosságának mozgatórugója az iráni kőolajkészlet volt, amiről úgy vélte, hogy kimeríthetetlen pénzforrást jelent, s az így fenntartott hadsereg megőrzi a számára biztonságos militarista államot.
Az idő múlásával egyre több újabb ötletet fogadtak el és a szervezőbizottság teendői bővültek, míg a rendelkezésre álló idő egyre kevesebb volt. Számos szakembert és történészt kerestek meg Európában és Amerikában. Eközben más kulturális programokat is szerveztek Iránban, Hormoz Karib pedig a protokoll ügyében követségben járt az Egyesült Királyságban, Belgiumban, Hollandiában, a skandináv országokban és Franciaországban. Előzetesen a külföldi iráni követségeken keresztül tartott kulturális szemináriumokon népszerűsítették Irán múltját.
Az első legfontosabb dolog a terület biztonságossá tétele volt. A romváros és környéke hemzsegett a különféle veszélyes skorpióktól és mérgeskígyóktól. Ezért Perszepolisz 30 km-es körzetében repülőgépről permetezték a területet, hogy ezeket a veszélyes állatokat kiirthassák onnan. A munkálatokat külön zoológus csapat felügyelte.
Sirázban, Perszepolisz, valamint Paszargadai környékén belefogtak az infrastruktúra feljavításába, hogy minél hatékonyabb legyen a közlekedés (így a különböző létfontosságú transzportok célbajuttatása). A sátorváros építésére utóbb ugyanis vagy 100 repülőgép és 40 teherautó szállította már az anyagot Franciaországból Iránba. Ennek egyik lépése volt, hogy az állami légitársaság külön légihidat létesített a romváros és Párizs között, amely hathónapig üzemelt. Sirázt, a lehangoló, poros várost is igyekeztek feldobni, a házakat és üzleteket (még az üresen álló házakat is!) újra lefestették.
A sátorváros kiépítésére egy 160 hektáros területet jelöltek ki a romok mellett. A sátrakat a Maison Jansen nevű párizsi belsőépítészeti cég gyártotta le. A választás a cégre véletlenszerűen történt, amikor ugyanis Alam udvari miniszter Párizsban járt véletlenül a cég tiszteletbeli elnökével, Pierre Delbee-vel futott össze, aki felajánlotta a segítségét, mihelyst tudomást szerzett a készülő partiról. Néhány héttel később a Jansen ügyvezető igazgatója Teheránba repült a sahhal való megbeszélésre.
Az ihletet I. Ferenc francia és VIII. Henrik angol király 1520-as, egyébként politikai szempontból kudarcba fulladt ardres-i találkozója adta, ahol a két ország előkelőségei szintén pompás sátrakban vendégeskedtek, az eseményt pedig lovagi tornák, vadászatok, lakomák, különféle játékok és vásárok tarkították.

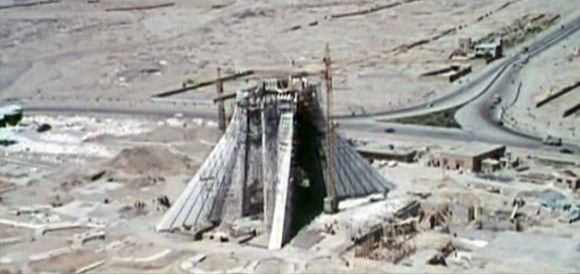
Az épülő Sahjad-torony (a későbbi Azad-torony)

A Jansen cég ötven sátrat gyártott le, amelyek felértek egy luxuslakással. A sátrak textíliája perzsa volt és hagyományos mintákat követett, de akadt benne olasz drapéria és függöny is. A legnagyobb sátor volt a bankettsátor, ahol közös vacsorára várták a vendégeket.
A sátrak mindegyike extrakényelmes és valószínűtlen berendezéssel bírt: elsőosztályú, méregdrága bútorokkal, fürdővel, előszobával, hálószobával, konyhával, légkondicionálással, illemhellyel, nemesfémdíszítésekkel, egyedi és különleges berendezési tárgyakkal, mint pl. Havilland-csészékkel és különleges kristálypoharakkal. Telefon, tévé és rádió egyformán be volt vezetve a sátrakba, amelyeken keresztül a vendég egymás közt és saját országukkal érintkezhettek, foghatták saját és más országok csatornáit.

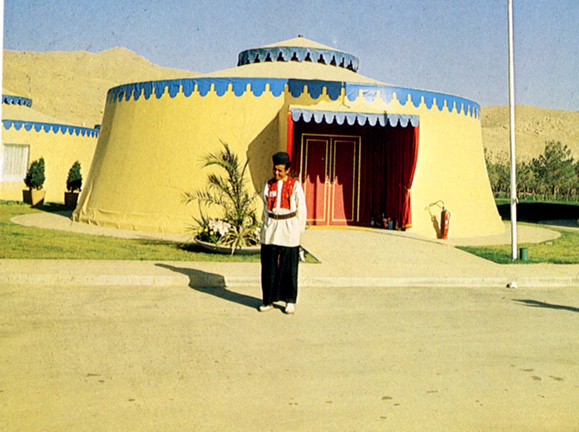
Egyike a sátorváros luxussátrainak. Előtte a kiszolgálószemélyzet egyik tagja

A sátorváros szinte egy önálló település benyomását keltette, ahol a szálláshelyeken túl volt külön kórház, élelmiszerellátó részleg (ahonnan külön is rendelhettek maguknak a vendégek), adminisztráció, mosoda, könyvtár, sőt akár filmekkel is szolgáltak igény szerint. A szórakozásra volt golfpálya, sőt az egyes vendégek számára még fodrászat is, amiben két párizsi mesterfodrász dolgozott. A sátorváros éléskamráját őrizték a lehető legnagyobb szigorral és a legalaposabb ellenőrzés mellett. Minden sátorhoz tartozott kiszolgálószemélyzet (cselédek), akik akárcsak odahaza a királyi palotákban, vagy a hoteleknél bármikor készen álltak a vendégek szolgálatára.
A sátrak díszitése nem volt egységes: egyeseket klasszikus, másokat modern stílusban dekoráltak.
A város levegőből nézve csillagforma szerint épült. Építését egy neves iráni építész, Mohszen Forúgi irányította. Középső részén egy nagy szökőkút állt. A várost fás ligetek vették körül, amelyek egykoron Perszepoliszt is tarkították. Közel 15 ezer cserjét telepítettek, melyek Versaillesból érkeztek Iránba. A ligetbe európai énekesmadarakat, így Spanyolországból verebeket telepítettek. Az építkezéseknél Irán szinte minden részéből hoztak földet, amelynek szintén egyfajta jelképes célzata volt.
Az étkeztetés lebonyolítására a rangos és világhírű Maxim's de Paris nevű francia luxusétteremláncot kérték fel, a korszak legprofesszionálisabb vendéglátóját, amely sok másik grandiózus esemény szervezésében részt vett és az akkor még szintén rangosnak számító PanAm Légitársaság járataira is szállított a fogásaiból. A Maxim párizsi főéttermét két hétre bezárta, hogy csakis a perszepoliszi partira koncentrálhasson. A bankett felügyelője a kor luxusszállodaüzemeltetési mestere, Max Blouet volt, aki szintén hosszabb szabadságot vett ki direkt erre a célra. Az ételek készítését francia mesterszakácsok végezték, a felszolgálásra francia és svájci pincéreket hoztak Iránba.
A ruhákat a Lanvin divatcég gyártotta az ünnepségre. A vendégek helyszínre történő szállítására 250 db piros színű Mercedes-Benz 600 típusú (ráadásul golyóálló!) limuzint vásároltak. Az étkészlet Limoges porcelánból, az asztalterítők és szalvéták Porthault textíliából készültek.

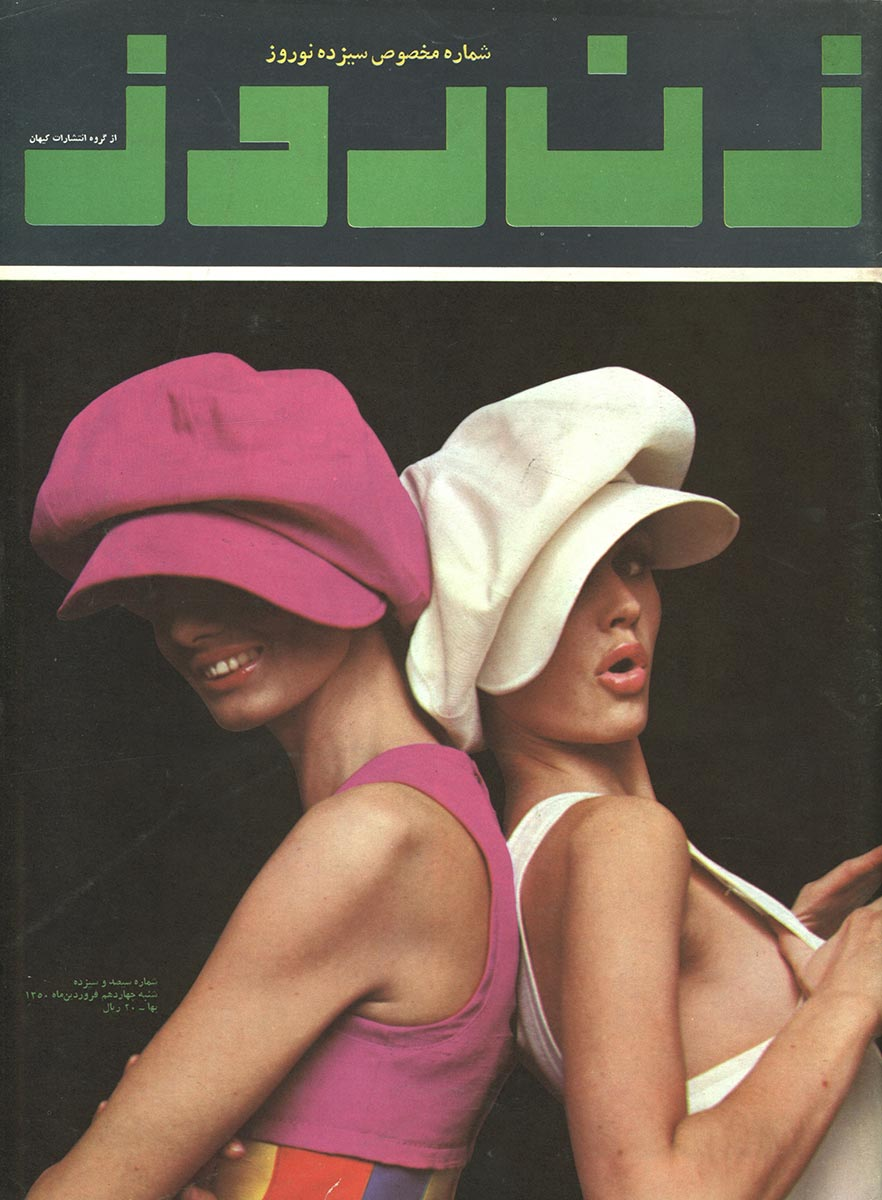
Nyugati stílusú iráni divatújság, női ábrázolással (a nők effajta nyilvános megjelenítése komoly sérelmezésre talált a vallási vezetők és a hívő lakosság körében)

A szervezéseknél a sah és felesége is jelen voltak, akik Párizsba elutaztak, hogy megszemléljék, illetve eligazítsák a külföldi cégek munkáit. Az aprólékos és igen nagyméretű munkák miatt a közelgő parti hamar a világ figyelmének középpontjába került. A francia híradók már hónapokkal korábban közvetíteni kezdtek az építési munkálatokról. Akkoriban a BBC a világ legnagyobb ünnepélyének nevezte a készülő perszepoliszi partit, a sátorvárost pedig királyi falu (Royal village) névvel illette. Az uralkodó családon így még inkább nagy volt a nyomás, szervezőik tehát a lehető legjobban ügyeltek minden egyes apró részlete, hogy a parti a legparányibb eleme is tökéletesnek hasson.
A munkából hazai kéz- és textilművesek is kivették a részüket. Legjobb és legügyesebb iráni mestereket Iszfahánba hívták, ahol azok éjjel-nappal dolgoztak, minden tudásukat latba vetve, hogy lehető legmakulátlanabb selyemszőnyegeket és leghibátlanabb dísztárgyakat készítsék el. Ezek közül némelyek a fontosabb vezetők portréit ábrázolták.
A sátorvárosban kiépülő luxussal éles ellentétben állt az a nyomor, ami nem messze onnan, a romok környéki településeken uralkodott és az egész déliráni térséget jellemezte. A Perszepolisztól nem messze fekvő falvakban állandó gond volt egyebek mellett az egészséges és tiszta ivóvízhez való hozzáférés, amit kevésbé oldott meg a vasúti tartálykocsikban történő kiszállítás. Sőt nem minden falu jutott hozzá a vízhez és azok, akikhez elért a víz, alacsony mennyiségeket kaptak, így igen takarékosan kellett vele bánniuk. Paszargadai környékén, ahol Kürosz sírja is volt, ráadásul régi házakat dózeroltak le, hogy ne rontsák úgymond a tájképet az ünnepség idején.
Az ilyen közösségek aluliskolázott lakói csupán hallomásból ismerték a sahot, akiről úgy tartották, hogy isten, míg az ország más részein a sah (személyi kultusza révén) a mindennapi élet részévé vált, akinek titkosszolgálatától tömegek rettegtek, ám leírhatatlanul gyűlölték a rendszert a mohósága és felelőtlensége miatt.

## A vendégek
Az előzetes tervekben 30 fő meghívása szerepelt, majd amikor hírek szivárogtak ki a készülő partiról a külföldi nagykövetségek egyre nagyobb érdeklődést tanúsítottak iránta. A sah végül aztán jóval több uralkodó, kormány és államfő meghívása mellett döntött, de az invitációt nem mindenki fogadta, illetőleg tudta elfogadni. Ezért ők inkább más rangos személyeket küldtek helyettesként. II. Erzsébet brit királynőnek tanácsadói nem javasolták a részvételt, mert nem látták teljes körűen megfelelőnek a biztonsági intézkedéseket (persze óvakodtak netán megsérteni a sahot), így Edinburgh hercege és felesége utaztak el helyettesként Perszepoliszba. A királyi család aggodalommal szemlélte az iráni belpolitikai helyzetet és az emberi jogokat érintő kérdéseket is, ami szintén elbizonytalanította Erzsébetet a partin való részvétel szükségességét illetően.
Meghívást kapott Georges Pompidou francia és Richard Nixon amerikai elnök is, de szintén visszautasították az. Bár Nixon eleinte tervezte, hogy ellátogat Iránba, ám utóbb meggondolta magát, így őt Spiro Agnew alelnök képviselte.

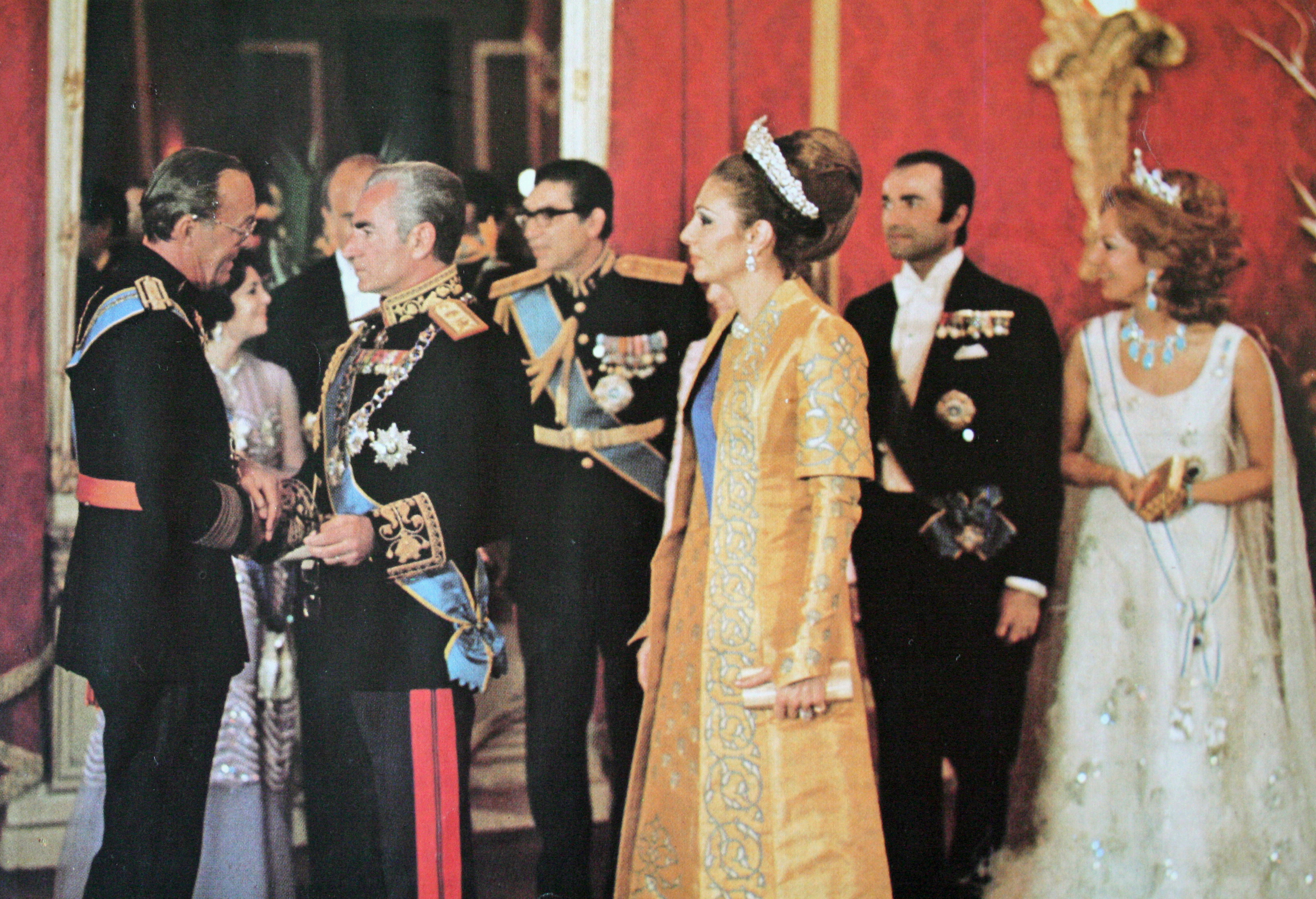
A sah üdvözli a partin Bernát holland herceget

A vendégek serege érdekes és szürreális arculatot nyújtott, ugyanis Perszepoliszban együtt voltak nemcsak a legkülönfélébb nemzetek, de olyanok is egy asztalnál ültek, akik teljesen különböző ideológiai háttérrel bírtak (a keleti blokk, a kapitalista Nyugat vagy a harmadik világ politikusai).

### Uralkodók és hercegek
- Hailé Szelasszié, Etiópia császára
- IX. Frigyes és felesége Ingrid Dániából
- I. Baldvin és felesége Fabiola Belgiumból
- Huszejn, Jordánia királya és felesége Muna (szül. Toni Avril Gardiner)
- Mahendra, Nepál királya és felesége Ratna királyné
- V. Olaf, Norvégia királya
- II. Ísza sejk, Bahrein emírje
- Ahmed sejk, Katar emírje
- III. Szabah sejk, Kuvait emírje
- II. Konstantin, Görögország királya és felesége Dániai Anna-Mária
- Kábúsz ománi szultán
- Abdul Vali herceg és Bilkisz Begum hercegné Afganisztánból
- II. Moshoeshoe, Lesotho királya
- Abdul Halim, Malájzia királya és felesége Bahiyah
- Zájed bin Szultán Ál Nahján, Abu-Dzabi emírje, később az Egyesült Arab Emírségek első uralkodója
- II. Ferenc József, Liechtenstein hercege és felesége Georgina von Wilczek
- III. Rainier, Monaco hercege és felesége Grace Kelly
- Luxemburg uralkodója János nagyherceg és felesége Jozefina Sarolta belga királyi hercegnő
- Hollandia képviseletében Lippe–biesterfeldi Bernát herceg
- Fülöp edinburgh-i herceg és lánya Anna hercegnő Nagy-Britanniából
- IV. Aga Kán herceg és apai nagybátyjának felesége Yvonne Blanche Labrousse Egyiptomból
- Károly Gusztáv koronaherceg, későbbi XVI. Károly Gusztáv Svédországból
- János Fülöp koronaherceg, későbbi I. János Károly és felesége Zsófia dán és görög hercegnő Spanyolországból
- Olaszországból Viktor Emmánuel, az egykori uralkodó, II. Umbertó olasz király fia és felesége Marina Doria
- Hirohito császár öccse Mikasza Takihito herceg és felesége Takagi Juriko Japán képviseletében
- Bhanubandhu Yugala thaiföldi herceg
- Abdullah marokkói herceg és felesége Lamia
- Roland Michener, Kanada főkormányzója
- Sir Paul Hasluck, Ausztrália főkormányzója

### Állam- és kormányfők, illetve miniszterek
- Jugoszláviából Josip Broz Tito és felesége Jovanka Budisavljević
- Nyikolaj Podgornij, a Szovjetunió Legfelsőbb Tanácsa Elnökségének elnöke
- Franz Jonas, Ausztria szövetségi elnöke
- Todor Zsivkov, a Bolgár Népköztársaság Kommunista Pártjának főtitkára
- Emílio Garrastazu Médici, Brazília elnöke
- Urho Kekkonen, Finnország elnöke
- Cevdet Sunay, Törökország köztársasági elnöke
- Losonczi Pál, a Magyar Népköztársaság Elnöki Tanácsának elnöke
- Hadzsi Mohamed Szuharto, Indonézia elnöke
- Ludvík Svoboda, Csehszlovákia elnöke
- Yahya Khan pakisztáni elnök
- Szulejmán Frangieh libanoni elnök
- Jacobus Johannes Fouché, a Dél-afrikai Köztársaság elnöke
- Léopold Sédar Senghor, Szenegál elnöke
- Varahagiri Venkata Giri, India elnöke
- Moktar Úld Daddah, mauritániai diktátor
- Dahomey elnöke (ma Benin) Hubert Maga
- Nicolae Ceaușescu, a Román Szocialista Köztársaság diktátora és felesége Elena Petrescu
- Mobutu Sese Seko, Zaire (ma a Kongói Demokratikus Köztársaság) diktátora
- Rudolf Gnägi, Svájc elnöke
- Jacques Chaban-Delmas, a Francia Köztársaság miniszterelnöke
- Kim Dzsongphil, a Koreai Köztársaság, azaz Dél-Korea miniszterelnöke
- Emilio Colombo, az Olasz Köztársaság miniszterelnöke
- Makhosini Dlamini herceg, Szváziföld miniszterelnöke
- Mieczysław Klimaszewski, Lengyelország államtanácsának helyettes elnöke
- Spiro Agnew, az Egyesült Államok alelnöke
- Kuo Mo-zso, a Kínai Népköztársaság Politika Tanácskozó testületének alelnöke
- Kai-Uwe von Hassel, a Bundestag elnöke, az NSZK képviseletében
- Rui Patrício, Portugália külügyminisztere
- Imelda Marcos, a Fülöp-szigetek elnökének, Ferdinand Marcosnak a felesége, az ország First Lady-je
- Maximilian von Fürstenberg bíboros, a Vatikán képviseletében.

### Érdekességek a vendégekkel kapcsolatban
A parti résztvevőinek hatalmi pályafutása röviddel, vagy évekkel az ünnepséget követően hasonlóan dicstelen véget ért, mint a sahé 1979-ben. Hailé Szelasszié császárt vélhetően meggyilkolták 1975-ben, holttestét egy ülepítőbe dobták. A monarchiát katonai diktatúra váltotta fel, bár a császár uralmát is nyomor, korrupció, elnyomás és elmaradottság jellemezte.

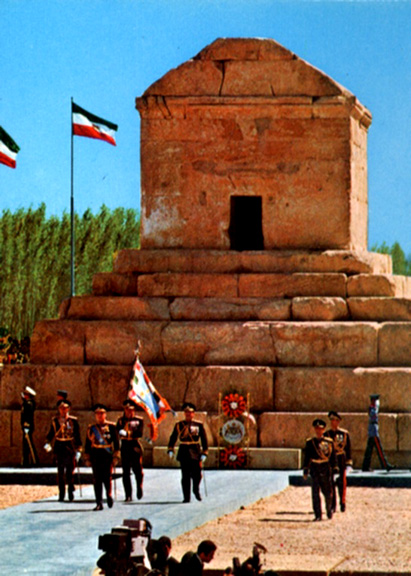
Ceremónia Nagy Kürosz sírjánál

Nicolae Ceaușescu és felesége rémuralmát 1989-ben söpörte a román forradalom, s a diktátorházaspárt kivégezték.
Ferdinand és Imelda Marcos kormányzását a Fülöp-szigeteken úgyszintén visszás körülmények, úgy mint az emberi jogok eltiprása, gyilkosságok, nepotizmus, harácsolás és a First Lady által táplált eszeveszetten pénzpocsékoló építési megalománia jellemezte. A Marcos-rezsim 1986-ban bukott meg, Ferdinand és Imelda száműzetésbe kényszerültek.
Szuharto indonéz elnök rezsimje az 1990-es évekig kitartott, de az elhibázott döntések és a gazdasági krízis aláásták az elnök hatalmát, aki végül 1998-ban távozott az elnöki székből.
Hubert Maga már 1972-ben lemondani kényszerült hatalmáról, nem sokkal azután börtönbe került, ahonnan kilenc év múltán szabadult csak.
Mobutu diktatúráját csak 1997-ben döntötték meg. Az addigra már súlyos beteg Mobutu Pahlavi sahhoz hasonlóan száműzetésbe vonult és rövidesen meghalt.
Richard Nixont és helyettesét Spiro Agnew-t a Watergate-botrány söpörte el 1974-ben. Az őt követő második elnök Jimmy Carter bukását pedig épp az iráni túszdráma idézte elő.
Bár II. Konstantin görög király hazájában már 1967-ben elvesztette hatalmát, de monarchiát véglegesen csak 1973-ban törölték el Görögországban. IX. Frigyes dán királynak is a perszepoliszi parti volt az utolsó nagyszabású külföldi útja, majd a következő év elején egy megfázásos betegségben meghalt. Franz Jonas osztrák államfőt 1974-ben, hivatali idejekor érte a halál.
A szomszédos Afganisztánban 1973-ban történt államcsíny. Öt évvel később az uralkodó családot meggyilkolták a kommunista hatalomátvétel idején, amelyet az ország tíz évig tartó, háborúval is egybekötött szovjet megszállása követett.
Podgornyij 1977-ben fosztották meg tisztségétől és teljesen kiszorították a szovjet politikai életből.
A Szulejmán Frangieh vezette Libanon 1975-ben vallási alapú polgárháborúba sodródott, amelynek kirobbanásában az elnöknek is jelentős szerepe volt és a hatalmával fizetett érte.
Moktar Daddah elnökségét Mauritániában 1978-ban katonai puccs döntötte meg.

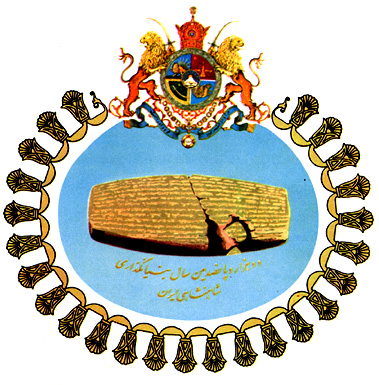
Nagy Kürosz chartájának ábrázolása egy korabeli emblémán

#### Magyar részvétel és azzal kapcsolatos érdekességek
Reza Pahlavi sah és felesége Farah már 1966-ban látogatást tett Magyarországon, ahol szeptember 7-től szeptember 13-ig tartózkodtak. 1969. november 21-én pedig Losonczi Pál tett látogatást Teheránban, vele volt felesége Mazaga Anna és Timár Mátyás miniszterelnök-helyettes.
Bukása előtt pár hónappal Reza Pahlavi sah még tett egy látogatást Magyarországon. 1978 májusában Budapesten zajlott az iráni-magyar diplomáciai találkozó, ekkor az uralkodó még más kelet-európai országokba is elment, azt a benyomást keltve, hogy monarchiája továbbra is erős lábakon áll.
Irán az 1970-es években több ezer hektáron akart létrehozni farmokat, a fejlesztésekben magyar ipari vállalatok műszaki cikkeit is használták (a parti alatt a sátorvárosban is több magyar gyártmányú traktor és gépkocsi működött). Számos presztízsértékkel bíró magyar terméket sikerült az iráni piacra eljuttatni a gazdasági együttműködés keretében, mint a Heller-Forgó-féle hűtőrendszer, amely hőerőművek hűtésére szolgált, így Irán komoly lehetőségeket kínált a magyar export számára, amelynek leginkább minősége miatt volt számottevő, minthogy értékes devizakitermelő piacnak bizonyult.

#### A perszepoliszi parti a magyar sajtóban
A perzsa birodalom fennállása 2500. évfordulójának tiszteletére az ókori romvárosban, Persepolisban rendezett ünnepségek kiváló alkalmat nyújtanak arra, hogy a meghívott államfők, uralkodók és kormányképviselők meghitt, protokoll kötöttségeitől mentes táncskozásokat folytathassanak – jelenti az AFP. Pénteken zsúfolt programja volt Nyikolaj Podgornijnak. A Szovjetunió Legfelsőbb Tanácsa Elnökségének elnöke külön-külön fogadt V. V. Giri indiai elnököt, Nicolae Ceausescut, a Román Szocialista Köztársaság Államtanácsának elnökét, Husszein el-Safeit, az Egyiptomi Arab Köztársaság alelnökét és Joszip Broz Tito jugoszláv köztársasági elnököt. Hailé Szelasszié, a meghívott államfők doyenje, pénteken újságíróknak adott rövid nyilatkozatában kijelentette, hogy a vendégek kaviár és pezsgő mellett olyan időszerű kérdésekről folytatnak kötetlen eszmecseréket, mint a közel-keleti válság és Kína ENSZ-tagságának kérdése.
Nem vettünk tervbe semmiféle politikai találkozót a persepolisi ünnepségekre érkező és különböző nemzeteket képviselő vezetők között, de rendelkezésére állunk mindazoknak, akik igényt tartanak ilyen jellegű találkozók megszervezésére – jelentette ki Reza Pahlavi iráni sah, a császárság megalapításának 2500. évfordulója alkalmából megrendezett ünnepségsorozat második napján, szerdán a persepolisi Dárius palota festői romjai között megtartott sajtóértekezleten. Az egyhetes színpompás ünnepség-sorozatra 37 ország államfőjét, illetve kormányfőjét várják, akiket a Shiráztól 60 kilométerre délre elterülő ősi Persepolisban felállított hatalmas sátortáborban látnak vendégül. A magasrangú meghívottak közül szerdán az elsők között érkezett meg Spiro Agnew amerikai alelnök és felesége, valamint II. Moshoeshae Lesotho királya és Imelda Marcos, a Fülöp-szigeti államfő felesége. Az amerikai alelnököt és feleségét, akik Törökországban kétnapos látogatás után landoltak Shiráz repülőterén a császári jelvényekkel felékesített kék egyenruhában felsorakozott díszszázad előtt Amir Abbasz Hovelda iráni miniszterelnök fogadt, majd a vendégeket helikopterrel Persepolisba szállították. Nyikolaj Podgornij, a Szovjetunió Legfelső Tanácsa Elnökségének elnöke ugyancsak megérkezett Iránba. A repülőtéren Podgornijt Golam Reza Pahlavi herceg fogadta. Iránba utazott Ludvik Svoboda, csehszlovák államelnök, a Magyar Népköztársaságot Losonczi Pál, az Elnöki Tanács elnöke, Jugoszláviát Tito államfő képviseli. Úton van Irán felé V. Olaj norvég király és IX. Frigyes dán uralkodó is. Szintén szerdán érkezett Iránba Hailé Szelasszié etióp császár. A Német Szövetségi Köztársaság képviseletében a megbetegedett Heinemann elnök helyett von Hassel, a Bundestag elnöke utazott Iránba. Az eredeti tervektől eltérően nem vesz részt az ünnepségeken Kuo Mo-zso, a Kínai Népköztársaság országos népi gyűlése állandó bizottságának elnökhelyettese sem. Az AFP jelentése szerint Kuo Mo-zso megbetegedett és helyette van Csing-jung, Peking teheráni ügyvivője képviseli a Kínai Népköztársaságot.
Külsőségében és hangulatában is az Ezeregyéjszaka meséit idézte az a nagyszabású bankett, amelyet Mohammad Reza Pahlavi sah adott csütörtök este a földkerekség minden részéről összesereglett magasrangú vendégeknek a perzsa birodalom fennállásának 2500. évfordulója alkalmából. A keleti ég sötétkékje varázslatos hátteret adott a régi császári székhely romjai között elterülő sátorvárosnak, amelyből kiemelkedett a bankett színhelyéül szolgáló hatalmas sátorpalota. A több mint 80 méter hosszú, közel 30 méter széles, belülről királyvörös bársonnyal bevont termet 14 csillár világította meg. Középen a mintegy 60 méteres asztal, rajta Franciaországból hozott csipke abrosz. Az asztalfőn a házigazda, Reza Pahlavi sah foglal helyet, mellett a megjelenésében is királynői Farah Dibah. Az asztal két oldalán kilenc uralkodó, 13 államelnök – köztük Nyikolaj Podgornij, a Szovjetunió Legfelső Tanácsa Elnökségének elnöke, Losonczi Pál magyar államfő, valamint több más magasrangú államférfi, neves politikus, 69 ország képviselői, több mint 100 vendég ült. A fő asztal körül vagy ötven kisebb asztalt helyeztek el, a sah személyes baráti, mintegy 300 személy számára. Az ételek egy francia luxusétterem séfjének konyhaművészetét dicsérik: fürjtojás kaviárral töltve, gombával töltött rostonsült bárány, sült pávák tömege, languszta, dió- és gombasaláta, fügelekvár, portóiban áztatott málna, jégbehűtött pezsgő.
Losonczi Pál, a Népköztársaság Elnöki Tanácsának elnöke és felesége – Mohammad Reza Pahlavi iráni sah meghívására – kedden Iránba utazott. Az Elnöki Tanács elnöke feleségével együtt részt vesz az iráni állam fennállásának 2500. évfordulója alkalmából Persepolisban sorra kerülő ünnepségeken. Búcsúztatásukra a Ferihegyi repülőtéren megjelent Kisházi Ödön, az Elnöki Tanács helyettes elnöke, Cseterki Lajos, az Elnöki Tanács titkára, valamint az Elnöki Tanács és a kormány több tagja. Ott volt az elutazásnál Mohammad Hassan Paayani, az Iráni Császárság, és V. J. Pavlov, a Szovjetunió budapesti rendkívüli és meghatalmazott nagykövete. A Magyar Népköztársaság Elnöki Tanácsának elnöke és a kíséretében levő személyiségek – úton Teherán felé, megszakították útjukat a Krím-félszigeten. A szimferopoli repülőtéren a magas rangú vendégeket Nyikolaj Kiricsenko, az Ukrán Kommunista Párt krími kerületi bizottságának első titkára és Rapai Gyula, moszkvai nagykövet fogadta. Mohammad Reza Pahlavi sah kedden délelőtt megkoszorúzta Kürosznak, a perzsa birodalom megalapítójának sírját, s ezzel kezdetét vette az Iráni Császárság fennállásának 2500. évfordulója alkalmából rendezendő egyhetes ünnepségsorozat. Az ünnepélyes megnyitót 101 díszlövés, fanfárok hangjai és az iráni fegyveres erők főparancsnoki egyenruháját viselő sah rövid beszéde vezette be.

## A parti

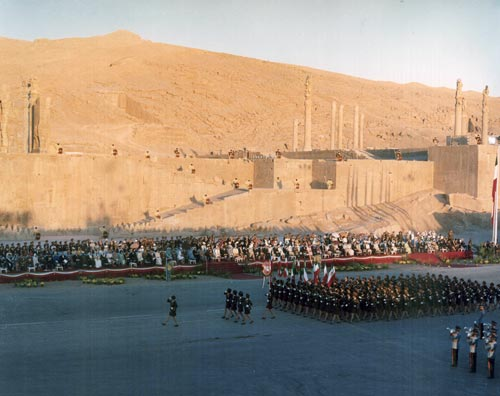
Iráni női katonák díszszemléje a partin

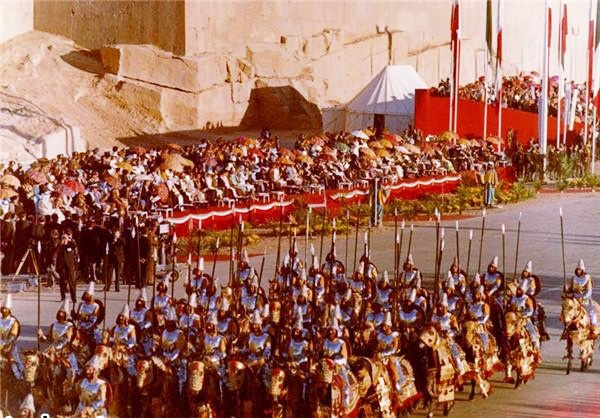
Kosztümös katonák ókori perzsa lovasság formájában

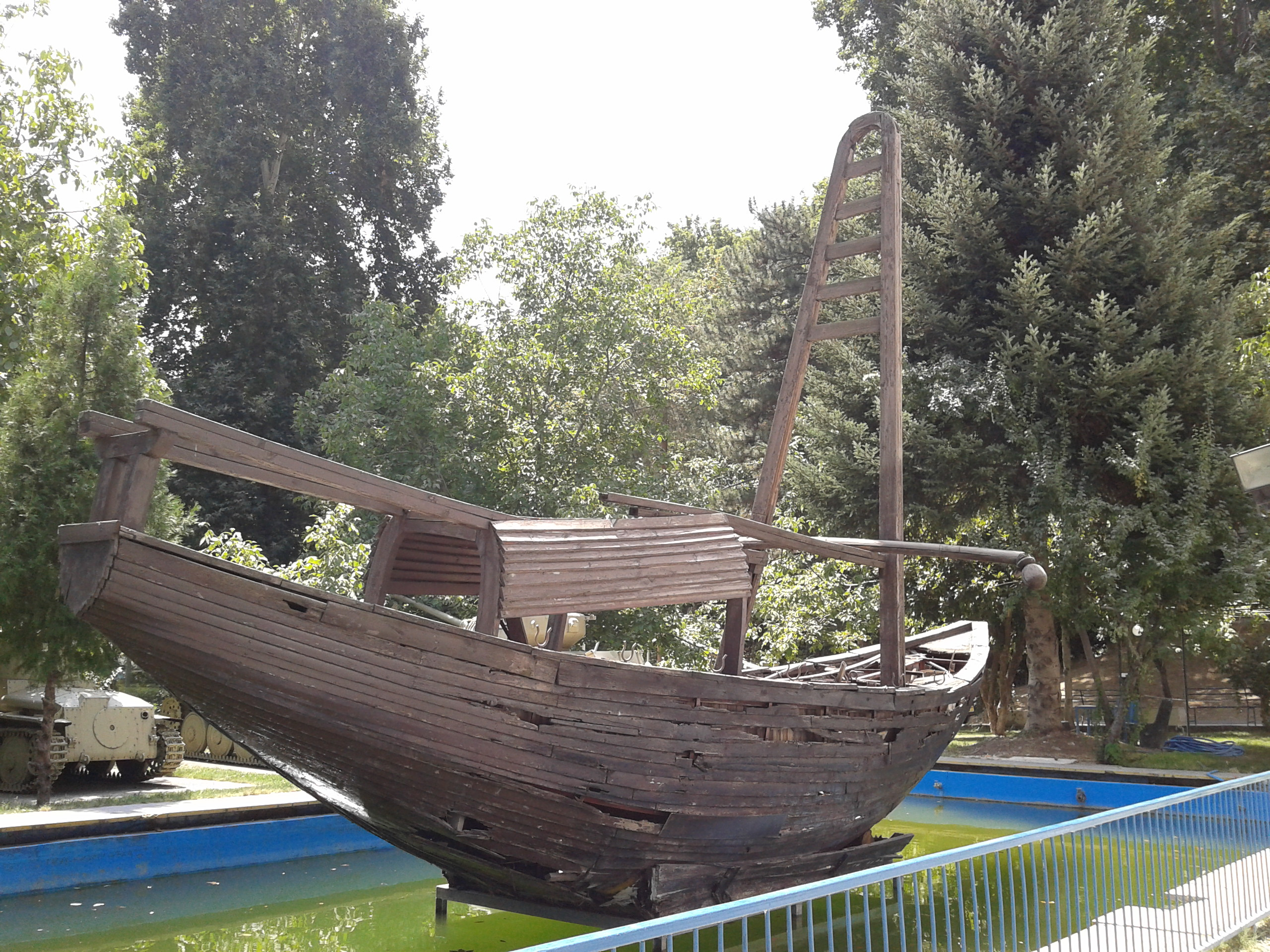
A perszepoliszi partin szerepelt egyik ókori hadihajó makettjének maradványa

### Biztonsági erők
Perszepoliszban és környékén a személyi és vagyoni biztonság érdekében 60 ezer katona, rendőr és SZÁVÁK ügynök állomásozott (közülük hatezer az ünnepségen résztvevő kosztümös katona). A szervezők minden lehetőséget számba vettek, hogy már csírájában hárítsanak el bármilyen esetleges merényletet, terrortámadást vagy rajtaütést a sátorvárosban. A környező hegyek ellenőrzése jelentette a legfőbb kihívást, ahol szabotőrök vagy esetleg gerillák rejtőzhettek el.
A vendégek kiemelkedő státuszán túl a szigorú és alapos biztonsági intézkedéseknél számolni kellett azzal is, hogy a meghívottak drága és különleges igényű ingóságokat (ruhákat, ékszereket stb.) hoznak magukkal, melyekről szintén gondoskodni kellett.
A biztonsági erők létszámát növelte, hogy az államfőkkel a saját védelmi személyzetük is eljött, így azok tevékenységét az iráni erők tevékenységével össze kellett hangolni.
Bár a sátorvárosban szabad volt közlekednie a vendégeknek és az újságíróknak, szinte lépten-nyomon katonákba, ügynökökbe és biztonsági őrökbe lehetett botlani. Történt egy apróbb félreértés is, mivel a biztonságiak nem ismerték fel Frigyes dán királyt, s kitiltották őt az egyik helyről.

### Dekoráció
A dekorációhoz többek között 47 km selymet használtak. A bankettsátorban levő, körülbelül száz méter hosszúságú asztal terítője egyetlen hatalmas szövetből volt. A sivatagos tájra ültetett ligetben mintegy 50 ezer telepített énekesmadár volt, amik sajnos három napon belül mind elpusztultak a számukra alkalmatlan klímán, mert nem volt számukra elegendő víz. A növényzetre külön kertészet felügyelt.
Minden rendkívüli volt, tobzódott a kényelemben és a csillogásban. Az ételek felszolgálására 180 professzionális pincér érkezett Iránba. Sokuk le volt nyűgözve, hogy Perszepoliszban milyen kitűnő konyhát, sőt külön pékséget is létrehoztak, ahol munkájukat végezhették legjobb tudásuknak megfelelően, így nem kellett aggódni a méregdrága ínyencségek tartósítása miatt se.
Hűtés gyanánt egy olyan hatalmas jégtömböt szállítottak a sivatagba, hogy az napokig nem olvadt el és folyamatosan abból szállították a jeget a sátorvárosba.

### Az ünnepség menete
Az eseményről külön filmet is készíttetett az uralkodó kulturálisügyi minisztériuma Londonban, Orson Welles narrálásával. A filmet James Mason készítette, az anyagot egy iráni filmes, Sahrok Golesztán szállította a számára, aki felvételeket készített a partin. A film propaganda célzattal jött létre, hogy népszerűsítse és minél kedvezőbb színben tüntesse fel a perszepoliszi partit. A filmben külön kiemelik a birodalomalapító Nagy Kürosz személyét és az ő állítólagos chartáját, amit az emberi jogok első alkotmányának neveztek el (ezzel az állítással kapcsolatban nagyon sok történész a mai napig kétségének ad hangot). Ezenfelül Pahlavi sahot is szinte visszavezetik az ókori perzsa uralkodókig, szinte az ő utódjuknak feltüntetve.
A dokumentum szövegét tartalmazó eredeti agyaghengert a British Museum kölcsönadta Iránnak az ünnepség idejére, ami igen komoly megtiszteltetésnek számított.
A sah Kürosz síremléke előtt az ókori uralkodót valamint a perzsa népet dicsőítő beszédet is tartott. Az eseményt Irán és népének történelme dicsőséges pillanatának nevezte.

#### A díszvacsora

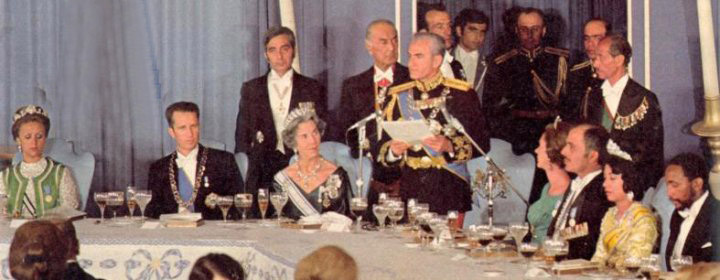
A sah felolvassa vendégeinek a vacsora menüjét

A díszvacsora a nagysátorban kezdődött. Az uralkodót és feleségét a szervezők figyelmeztették, hogyha bármi probléma adódik, amely miatt nem a protokollnak megfelelően zajlanak a dolgok, akkor muszáj rögtönözniük. Ez a probléma pedig pont a vacsora nyitányakor történt. Október 12-én, 20:00-kor a vendégek már sorban álltak a bankettsátor bejáratánál, amikor nagy szél támadt, amely a sivatagokból a homokot a sátorvárosba fújta. Ráadásul egyes vendégek késlekedtek, s a szél és homok miatt mind nekik, mind az ott várakozó riportereknek és fotósoknak beljebb kellett húzódniuk, ami némileg felborította a protokollt. Ennek ellenére mindenki, ahogy tudott próbált alkalmazkodni a kialakult helyzethez és a vendégek egyesével történő üdvözlése a sah és felesége részéről megkezdődhetett. Újabb problémát okozott, hogy némely vendég még más személyeket is magukkal hoztak a vacsorára, ezért attól tartottak, hogy nem jut elég ülőhely a bankettsátorban.
Először az uralkodók léptek be, utána az elnökök és miniszterek, majd tábornokok és egyéb vezetők. A vendégek bevonulása, a hirtelen becsúszott, váratlan esemény hatására némileg egyenetlenül zajlott.

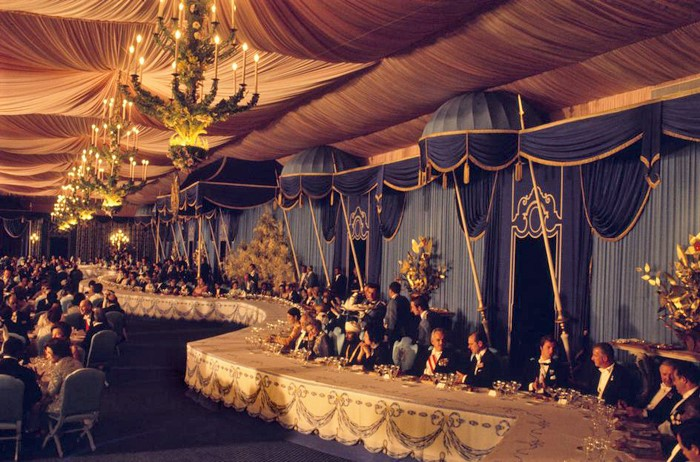
Vendégek az asztalnál

A kialakult vihar és tolongás, valamint kissé rendezetlenül zajló bevonulás láttán a tálalást végző személyzet pánikba eset és aggódott a vacsora előre megtervezett professzionális kivitelezése miatt. Ez a nyomás (amelyre rátett, hogy a konyhában is igen meleg volt) többeket annyira megviselt, hogy egyesek a partin ájultak el. Öt embert a sátorkórházban kellett kezelni.
Az étkezés megkezdése előtt a menüt a sah maga olvasta fel francia nyelven. A vacsoránál már az első este közel egy tonna, minőségét tekintve elsőosztályú kaviár fogyott el. A sátorváros teljes élelmiszerkészlete 18 tonnára rúgott (az ételek készítésénél is legalább 360 ezer darab tojásra volt szükség). Tálalás előtt mindig ellenőrizték az ételeket, nehogy véletlenül mérgezett legyen. Ezzel kapcsolatban a francia sajtó kisebb botrányt okozott, amikor előzetesen kiszivárogtatta az ételek típusait, amit Maxim szolgál majd fel a partin.
Az italok között volt 12 ezer üveg whiskey, 2500 üveg pezsgő és 25 ezer üveg bor. Utóbbiak a legjobb és legdrágább franciaországi márkák voltak, s természetesen a legjobb évjáratokból, úgy mint Chateau Haut-Brion, Chateau Latour, Chateau Lafite, Bordeaux vagy Burgundi.

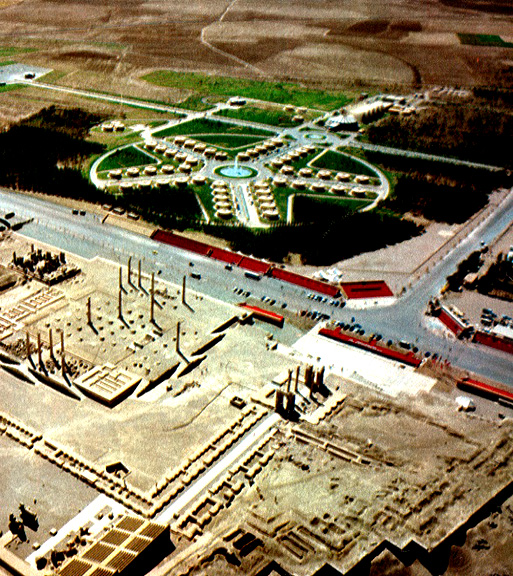
A sátorváros képe a levegőből

Francia szakácsművészek számos gasztronómiai remekművel kápráztatták el a vendégeket. A legjobbak a bárányhúsból készült különlegességek voltak. Itt is figyelembe vettek helyi jellegzetességeket, mivel a birka az iráni gasztronómiában az egyik fő alapanyag (a húst azonban Franciaországból hozták be). Készítettek továbbá olyan ételeket is, amelyek külső, olykor pedig belső megjelenésükben perzsa szimbólumokat ábrázoltak. Az egyik ilyen különlegesség pávaformájú volt, ezzel is utalva a híres pávatrónra, a monarchia egyik jelképére. Desszertként málna- és fügekülönlegességek kerültek az asztalokra.
Az este további részében a vendégek a romokhoz vonultak, ahol egy látványos hang- és fényjátékot tekinthettek meg, majd mindezt még tűzijátékkal színesítették.

#### Egyéb programok
Másnap, október 13-án katonai parádét tartottak a romoknál. Ezen felvonultak a jelmezes katonák, akik a különböző korszakok perzsa harci viseletét és fegyvereit mutatták be az ókortól a jelenkorig. A felvonuláson ókori hadihajók és ostromgépek makettjeit is felvonultatták. A modern iráni hadsereg, így a sah halhatatlan gárdája és nőkből szervezett katonai alakulatok is külön parádét tartottak. Jelen volt az eseményen több száz ló, teve, sőt szarvasmarha is.
Az öltözetek, fegyverek, hangszerek és hadieszközök rekonstruálásában had- és művészettörténészek segédkeztek. Az iráni hadsereg katonai zenekara erre a célra szerzett, ókori mintákat imitáló zenét játszott a rekonstruált hangszereken.

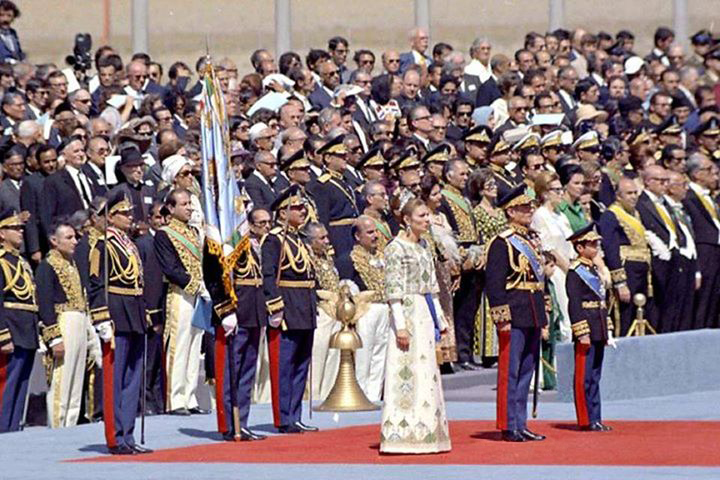
Ünnepség Paszargadaiban

#### A parti vége
A parti utolsó napján a sah elbúcsúzott vendégeitől, akik visszatértek hazájukba, míg a sah visszament Teheránba, a fővárosba. Az ünnepségek azonban még nem értek teljesen végett, ugyanis röviddel ezután felavatták a Sahjad-tornyot (a mai Azad-tornyot), amelynek építése szintén jelentős költségekkel járt. Ez lett volna a sah emlékműve, egyúttal a civilizált és jóléti Irán jelképe is.
Mind a sah, mind a szervezőbizottság elégedett volt munkájukkal és az elért eredménnyel.

## Reakciók és következmények
Sally Quinn, a Washington Post tudósítója már napokkal az ünnepség előtt Teheránban tartózkodott és azt követően is még maradt egy ideig. Már az elején rendkívüli elégedetlenséget tapasztalt az parti miatt, mivel sokan jól tudták, hogy az egésznek a finanszírozása az iráni szociális rendszer rovására megy majd. Quinn elmondása szerint Irán oktatási rendszere is éppúgy megszenvedte a költséges partit. Az emberek szerint Pahlavi sah túlzottan nagyra értékeli magát, noha családja nem királyi vérből való.
A sah a tiltakozásokra gúnyos megjegyzéssel, esetleg közönnyel reagált. Interjúkban a parti költségvetését hol bagatellizálta, hol pedig kevesebbnek próbálta beállítani. Úgy értékelte, hogy az egész büdzséje „csupán” annyi volt, hogy vacsorát adtak a rangos külföldi vendégek tiszteletére. Állítólag azt is hozzátette: „Talán kenyérrel és retekkel kellett volna megkínálnom az államfőket?” Anszari is a keleti vendégszeretetre hivatkozott, amikor a szervezést és annak költségeit magyarázta.

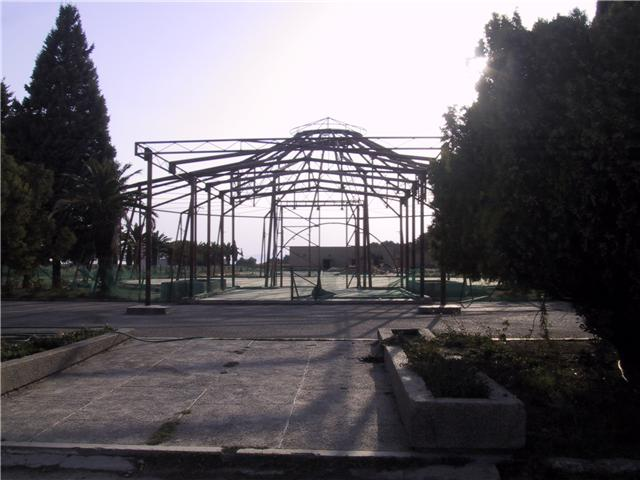
A nagysátor maradványa 2007-ben

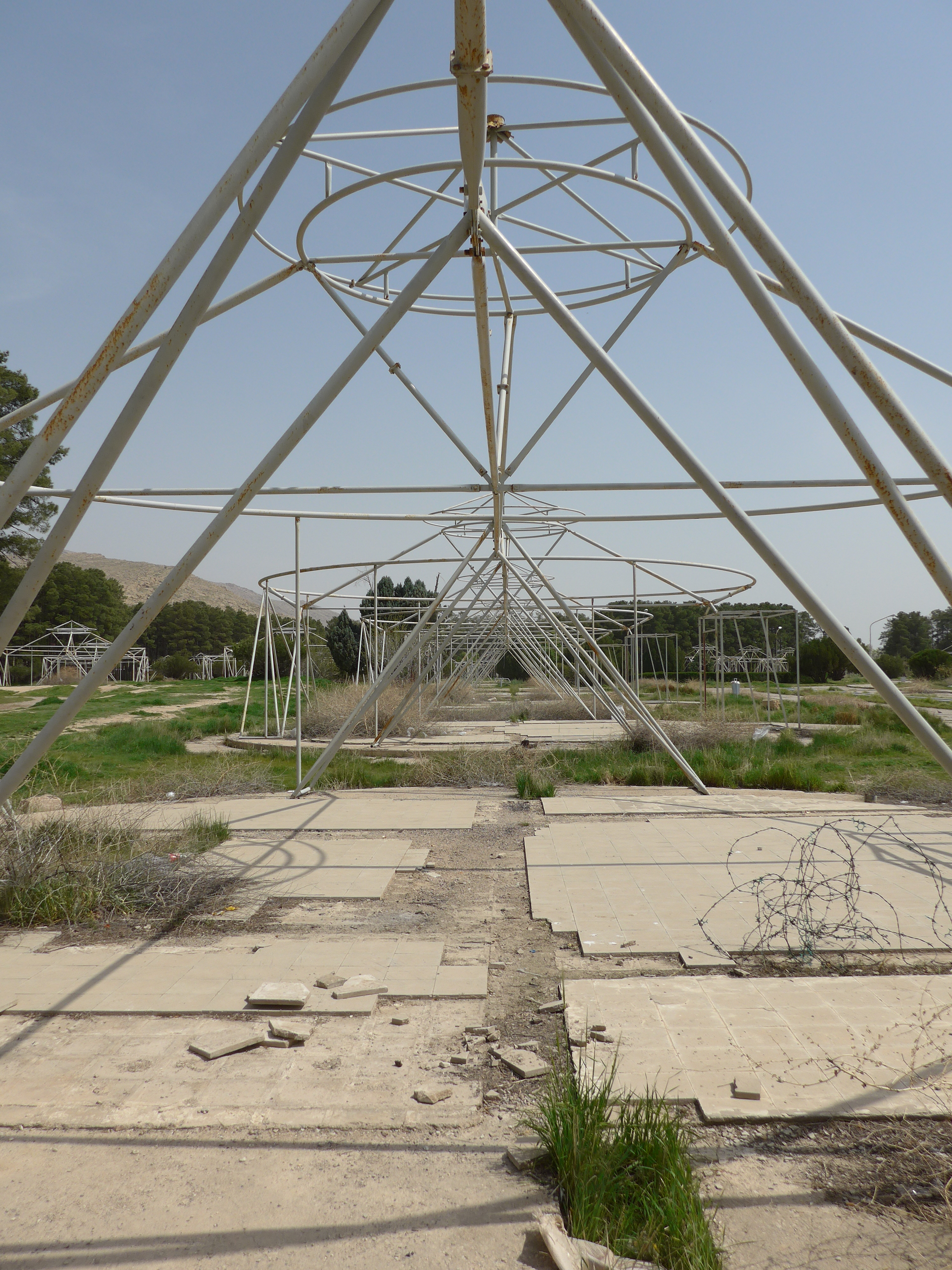
Sátorvázak a sátorvárosból 2017-ben

A sah véleménye szerint annyira szilárd alapokon áll Irán, hogy az anyagiak végett nem kell aggódni (tévedése az olajárrobbanást követően mutatkozott meg). A világ többi országával, vagy anélkül, de a sah szerint Irán belép a modern civilizáció korszakába és visszanyeri a korábbi tekintélyét. Azonban még az uralkodócsaláddal is jóviszonyt ápoló Gérard de Villiers francia történész is megjegyezte a perszepoliszi partiról: „A Pahlavi család életstílusa egy Rockefellert is csődbe juttatna.”
Iráni értelmiségiek sérelmezték a parti mesterkélt érzületét, valamint hogy a sah Kürosz, az emberi jogok és önmaga között von párhuzamot, noha tettei nincsenek összhangban szavaival. Miközben a sah Küroszt és állítólagos emberi jogi chartáját dicsérte Perszepolisznál, a SZÁVÁK börtöneiben rendszeresen folytak az embertelen vallatások, kínzások és kivégzések. Az interjúkban a sah persze arról beszélt, hogy a rendőrség és a SZÁVÁK a nyugati módszerekkel egyező, „kifinomult” eszközöket használ a kihallgatásokkor. A sah szerint a vallatások célja az árulók felkutatása.
Míg tartott a parti, amikor a külföldön, így az Egyesült Államokban élő irániak (az elmenekült ellenzék) tüntetéseket szervezett a dekadens és milliókat elherdáló rendezvény ellen. Mások ennél is messzebbre mentek: San Franciscóban például bombamerényletet hajtottak végre az ottani iráni konzulátus ellen. Teheránban az ünnepség ideje alatt majdnem elrabolták az Egyesült Államok nagykövetét, valamint rendőrőrsök, bankok és mozik ellen történtek robbantásos merényletek. Mudzsaheddin és más gerillák azzal fenyegetőztek, hogy vérengzést fognak rendezni a perszepoliszi partin. Ezekben a napokban a SZÁVÁK 1500 embert tartóztatott le Iránban, magát az ünnepséget azonban egyetlen egy alkalommal sem zavarta meg közvetlenül senki.
Még a külföldi sajtó részéről is sokan kritizálták az eseményt, tette mindezt a francia sajtó is, ami részleteket szivárogtatott ki a Maxim étteremlánc szerepéről a perszepoliszi partin. Ennél sokkal nagyobb kritikákkal illették utóbb Bokassa császári koronázását, amelyben ráadásul francia állami közreműködés is volt.
A hazai ellenzék számára a perszepoliszi parti egy fontos mérföldkő volt, amely egy táborba vonta őket, ahol is félretették az ideológiai különbségeket. Bár a parti még nem vezetett el közvetlenül a forradalom kitöréséhez, amelyre további nyolc évet várni kellett, ám jelentős mértékben hozzájárult.
A parti innentől fogva Homeini ajatollah monarchia-ellenes beszédjeinek is egyik központi témája lett, amit ő „piszkos ünnepély”-nek vagy „sátáni dínomdánom”-nak hívott. Ő és a többi síita vallási vezető igen erősen a sah szemére vetették az ország túlzott nyugatosítsát, aminek legkézzelfoghatóbb bizonyítékát látták a perszepoliszi partiban. A lakosság osztotta ezt a véleményt, de nem egyszerűen csak azért, mert mindez ellentétes az iszlám tanításaival, hanem mert szemet szúrt mindenkinek a mesés pompa, a költekező életmód illetve a hallatlan luxus, amiből az iráni lakosságnak haszna nem származott. Ráadásul a hazai kereskedők forgalma is egyre csak csökkent az importáruk miatt (erre rátett még a parti lebonyolítására behozott dolgok költsége is).
Homeini beszédjeiben arra is kitért, hogy a partin az idegen uralkodók és vezetők, mint „vadak és keselyűk” lakmároztak együtt a sahhal, kik ezért mind a pokolban fognak égni, ami már burkoltan az idegen országok (elsősorban a Nyugat) elleni izgatást is jelentette.

## A sátorváros további sorsa
A parti után nem bontották el a sátorvárost Perszepoliszban, mivel úgy tervezték, hogy később is felhasználják rendezvények megtartására. A sátrakat és a tartozékokat külön nyilvántartásba vették, s regisztert készítettek minden egyes tartozékukról és a berendezésükről. Már akkoriban észleltek hiányosságokat, mivel feltehetőleg a személyzet (de előfordulhat, hogy a vendégek, vagy kísérőik) „szuvenír” gyanánt vagy egyéb célból eltulajdonítottak apróságokat: dísztárgyakat, párnákat, tv-t, rádiót, festményt, könyvet, stb.
A forradalommal a sátorváros sorsa a monarchiáéval együtt megpecsételődött: a káosz és zűrzavar miatt megszűnt a sátrak őrzése, és a várost gyakorlatilag teljesen kifosztották, nagyobbrészt szét is hordták. Maradványai azonban még ma is láthatók Perszepoliszban. Egy-egy sátornak, mint a nagy bankettsátornak a teljes váza még mindig meg van.